# François Deguelt
François Deguelt, nato Louis Deghelt (Tarbes, 4 dicembre 1932 – Vidauban, 22 gennaio 2014), è stato un cantante francese. Ha rappresentato Monaco all'Eurovision Song Contest 1960 e all'Eurovision Song Contest 1962.

## Biografia
François Deguelt abbandonò gli studi per diventare cantante di cabaret a Parigi all'inizio degli anni '50. Nel 1956 vinse il Grand Prix du Disque dell'Académie Charles Cros. Dopo un periodo di servizio militare in Algeria, tornò in Francia e nel 1960 gli fu offerta la possibilità di rappresentare il Principato di Monaco al quinto Eurovision Song Contest, che si tenne a Londra il 29 marzo. La sua canzone Ce soir-là ("Quella sera") fu apprezzata dalle giurie e si classificò al terzo posto tra i 13 partecipanti.
Dal 1965 al 1971, fu sposato con l'attrice Dora Doll.